# 安蒂奧克 (加利福尼亞州)
安蒂奥克（英語：Antioch）是美國加利福尼亞州康特拉科斯塔縣內、舊金山灣區東部沙加緬度-聖華金河三角洲邊緣的一座城市。市政府建制於1872年2月6日。總面積約71.4平方公里，根據2010年人口普查共住有10萬586人。
1850年發現金，並先後發現了煤、銅和石油。